# Fuller House (Fernsehserie)/Episodenliste

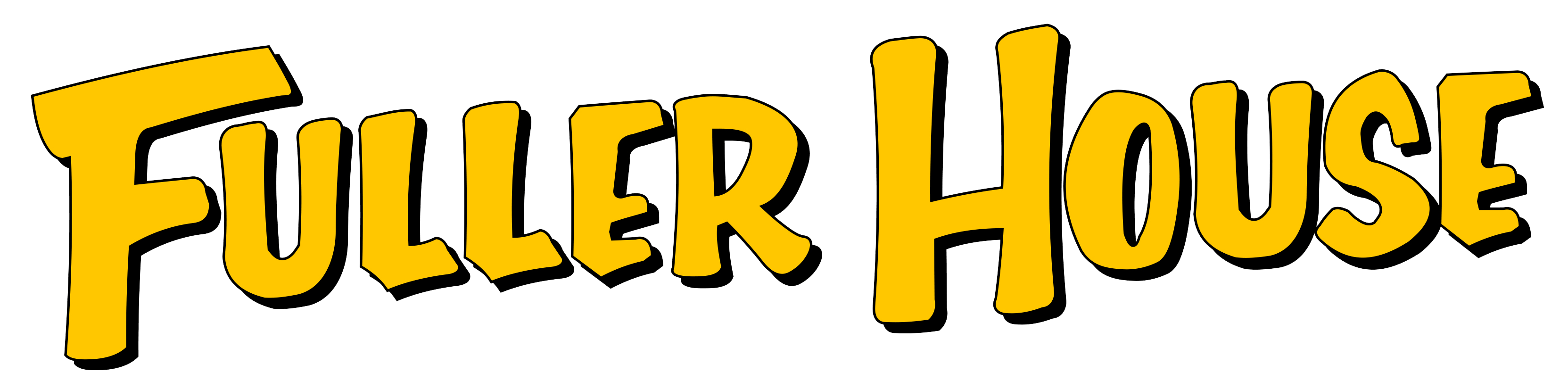
Logo zur Serie

Diese Episodenliste enthält alle Episoden der US-amerikanischen Comedyserie Fuller House, sortiert nach der US-amerikanischen Erstausstrahlung. Zwischen 2016 und 2020 entstanden in fünf Staffeln insgesamt 75 Episoden mit einer Länge von etwa 25 bis 36 Minuten.

## Übersicht
| Staffel | Episodenanzahl    | Episodenanzahl    | Erstveröffentlichung USA | Deutschsprachige Erstveröffentlichung |
| ------- | ----------------- | ----------------- | ------------------------ | ------------------------------------- |
| 1       | 13                | 13                | 26. Februar 2016         | 26. Februar 2016                      |
| 2       | 13                | 13                | 9. Dezember 2016         | 9. Dezember 2016                      |
| 3       | 18                | 9                 | 22. September 2017       | 22. September 2017                    |
| 9       | 22. Dezember 2017 | 22. Dezember 2017 |                          |                                       |
| 4       | 13                | 13                | 14. Dezember 2018        | 14. Dezember 2018                     |
| 5       | 18                | 9                 | 6. Dezember 2019         | 6. Dezember 2019                      |
| 5       | 18                | 9                 | 2. Juni 2020             | 2. Juni 2020                          |

## Staffel 1
| Nr. (ges.) | Nr. (St.) | Deutscher Titel                       | Originaltitel                | Erstveröffentlichung USA | Deutschsprachige Erstveröffentlichung (D/A/CH) | Regie           | Drehbuch                                                                                     |
| ---------- | --------- | ------------------------------------- | ---------------------------- | ------------------------ | ---------------------------------------------- | --------------- | -------------------------------------------------------------------------------------------- |
| 1          | 1         | Wie in alten Zeiten, fast             | Our Very First Show, Again   | 26. Feb. 2016            | 26. Feb. 2016                                  | Mark Cendrowski | Jeff Franklin                                                                                |
| 2          | 2         | Zimmerchen wechsel dich               | Moving Day                   | 26. Feb. 2016            | 26. Feb. 2016                                  | Mark Cendrowski | Jeff Franklin                                                                                |
| 3          | 3         | Das Rudel der Wölfinnen               | Funner House                 | 26. Feb. 2016            | 26. Feb. 2016                                  | Katy Garretson  | Amy Engelberg & Wendy Engelberg                                                              |
| 4          | 4         | Auf der Flucht – oder auch nicht      | The Not-So-Great Escape      | 26. Feb. 2016            | 26. Feb. 2016                                  | Katy Garretson  | Andrew Gottlieb                                                                              |
| 5          | 5         | Mighty Max                            | Mad Max                      | 26. Feb. 2016            | 26. Feb. 2016                                  | Rich Correll    | Boyd Hale                                                                                    |
| 6          | 6         | Mamacita del Amor                     | The Legend of El Explosivo   | 26. Feb. 2016            | 26. Feb. 2016                                  | Rich Correll    | Julie Thacker Scully                                                                         |
| 7          | 7         | Ramonas (fast) perfekter Tag          | Ramona’s Not-So-Epic Party   | 26. Feb. 2016            | 26. Feb. 2016                                  | Rich Correll    | Bryan Behar & Steve Baldikoski                                                               |
| 8          | 8         | Geheimnisse, Lügen und Feuerwehrautos | Secrets, Lies and Firetrucks | 26. Feb. 2016            | 26. Feb. 2016                                  | Joel Zwick      | Bob Keyes & Doug Keyes                                                                       |
| 9          | 9         | Rosenkrieg                            | War of the Roses             | 26. Feb. 2016            | 26. Feb. 2016                                  | Rich Correll    | Polina Diaz & Joe Vargas                                                                     |
| 10         | 10        | Schlag auf Schlag                     | A Giant Leap                 | 26. Feb. 2016            | 26. Feb. 2016                                  | Rob Schiller    | Schauspiel: Julie Thacker Scully & Andrew Gottlieb Handlung: Amy Engelberg & Wendy Engelberg |
| 11         | 11        | Partnerschaften                       | Partnerships in the Night    | 26. Feb. 2016            | 26. Feb. 2016                                  | Katy Garretson  | Schauspiel: Bryan Behar, Steve Baldikoski, Bob Keyes & Doug Keyes Handlung: Boyd Hale        |
| 12         | 12        | Das große Date                        | Save the Dates               | 26. Feb. 2016            | 26. Feb. 2016                                  | Jeff Franklin   | Brian McAuley                                                                                |
| 13         | 13        | Es liegt was in der Luft              | Love Is in the Air           | 26. Feb. 2016            | 26. Feb. 2016                                  | Joel Zwick      | Jeff Franklin                                                                                |

## Staffel 2
| Nr. (ges.) | Nr. (St.) | Deutscher Titel                             | Originaltitel                        | Erstveröffentlichung USA | Deutschsprachige Erstveröffentlichung (D/A/CH) | Regie            | Drehbuch                       |
| ---------- | --------- | ------------------------------------------- | ------------------------------------ | ------------------------ | ---------------------------------------------- | ---------------- | ------------------------------ |
| 14         | 1         | Willkommen zurück                           | Welcome Back                         | 9. Dez. 2016             | 9. Dez. 2016                                   | Rich Correll     | Jeff Franklin                  |
| 15         | 2         | Ein Fall für Mom                            | Mom Interference                     | 9. Dez. 2016             | 9. Dez. 2016                                   | Rich Correll     | Boyd Hale                      |
| 16         | 3         | Erster Kuss und erstes Heulen               | Ramona’s Not-So-Epic First Kiss      | 9. Dez. 2016             | 9. Dez. 2016                                   | Rich Correll     | Bryan Behar & Steve Baldikoski |
| 17         | 4         | Das lahmste Haus der Stadt                  | Curse of Tanner Manor                | 9. Dez. 2016             | 9. Dez. 2016                                   | Rich Correll     | Marsh McCall                   |
| 18         | 5         | Doggy Daddy                                 | Doggy Daddy                          | 9. Dez. 2016             | 9. Dez. 2016                                   | Katy Garretson   | Erin Cardillo & Richard Keith  |
| 19         | 6         | Thanksgiving im Hause Tanner                | Fuller Thanksgiving                  | 9. Dez. 2016             | 9. Dez. 2016                                   | Katy Garretson   | Jordana Arkin                  |
| 20         | 7         | Girl Talk                                   | Girl Talk                            | 9. Dez. 2016             | 9. Dez. 2016                                   | Joanna Kerns     | Nancy Cohen                    |
| 21         | 8         | Ich glaub, ich spinne                       | A Tangled Web                        | 9. Dez. 2016             | 9. Dez. 2016                                   | Joanna Kerns     | Craig Shoemaker                |
| 22         | 9         | Glasur und Gibbler                          | Glazed & Confused                    | 9. Dez. 2016             | 9. Dez. 2016                                   | Mark Cendrowski  | Eydie Faye                     |
| 23         | 10        | New Kids in the House                       | New Kids in the House                | 9. Dez. 2016             | 9. Dez. 2016                                   | Rich Correll     | Boyd Hale & Marsh McCall       |
| 24         | 11        | Klassentreffen und andere Schulkatastrophen | D.J. and Kimmy’s High School Reunion | 9. Dez. 2016             | 9. Dez. 2016                                   | Eric Dean Seaton | Bryan Behar & Steve Baldikoski |
| 25         | 12        | Das Fest der Liebe                          | Nutcrackers                          | 9. Dez. 2016             | 9. Dez. 2016                                   | Dave Coulier     | Kate Spurgeon                  |
| 26         | 13        | Silvester mit Hindernissen                  | Happy New Year Baby                  | 9. Dez. 2016             | 9. Dez. 2016                                   | Jeff Franklin    | Jeff Franklin                  |

## Staffel 3
| Nr. (ges.) | Nr. (St.) | Deutscher Titel                                | Originaltitel                           | Erstveröffentlichung USA | Deutschsprachige Erstveröffentlichung (D/A/CH) | Regie              | Drehbuch                               |
| ---------- | --------- | ---------------------------------------------- | --------------------------------------- | ------------------------ | ---------------------------------------------- | ------------------ | -------------------------------------- |
| 27         | 1         | Der beste Sommer aller Zeiten                  | Best Summer Ever                        | 22. Sep. 2017            | 22. Sep. 2017                                  | Rich Correll       | Jeff Franklin                          |
| 28         | 2         | Knöchelbruch                                   | Break a Leg                             | 22. Sep. 2017            | 22. Sep. 2017                                  | Rich Correll       | Boyd Hale                              |
| 29         | 3         | Unabhängigkeitserklärungen                     | Declarations of Independence            | 22. Sep. 2017            | 22. Sep. 2017                                  | Rich Correll       | Kellie R. Griffin                      |
| 30         | 4         | Mein kleiner Knutschfleck                      | My Little Hickey                        | 22. Sep. 2017            | 22. Sep. 2017                                  | Jean Sagal         | Maria Brown-Gallenberg                 |
| 31         | 5         | Onkel Jesses Abenteuer als Babysitter          | Uncle Jesse’s Adventures in Babysitting | 22. Sep. 2017            | 22. Sep. 2017                                  | Rich Correll       | Eydie Faye                             |
| 32         | 6         | Meine Ramona                                   | M-M-M-My Ramona                         | 22. Sep. 2017            | 22. Sep. 2017                                  | Jody Margolin Hahn | Jerry Collins                          |
| 33         | 7         | Ein Traum in Weiß                              | Say Yes to the Dress                    | 22. Sep. 2017            | 22. Sep. 2017                                  | Rich Correll       | Kate Spurgeon                          |
| 34         | 8         | Vielleicht ein Baby                            | Maybe Baby                              | 22. Sep. 2017            | 22. Sep. 2017                                  | Rich Correll       | Alisha Ketry                           |
| 35         | 9         | Bereit für die Hochzeit?                       | Wedding or Not Here We Come             | 22. Sep. 2017            | 22. Sep. 2017                                  | Rich Correll       | Bryan Behar & Steve Baldikoski         |
| 36         | 10        | Die japanische Hochzeit meiner besten Freundin | My Best Friend’s Japanese Wedding       | 22. Dez. 2017            | 22. Dez. 2017                                  | Rich Correll       | Marsh McCall                           |
| 37         | 11        | Troller Coaster                                | Troller Coaster                         | 22. Dez. 2017            | 22. Dez. 2017                                  | Mark Cendrowski    | Nick Fascitelli                        |
| 38         | 12        | Gerüchteküche an der Bayview High              | Fast Times at Bayview High              | 22. Dez. 2017            | 22. Dez. 2017                                  | Rich Correll       | Eydie Faye & Kate Spurgeon             |
| 39         | 13        | Ein wichtiger Tag für Tommy                    | A Tommy Tale                            | 22. Dez. 2017            | 22. Dez. 2017                                  | Christian Jensen   | Marsh McCall                           |
| 40         | 14        | Leihmutter-Stress                              | Surrogate City                          | 22. Dez. 2017            | 22. Dez. 2017                                  | Dave Coulier       | Bryan Behar & Steve Baldikoski         |
| 41         | 15        | Seelenschwestern                               | Soul Sisters                            | 22. Dez. 2017            | 22. Dez. 2017                                  | Phill Lewis        | Boyd Hale                              |
| 42         | 16        | Glück bis ans Lebensende                       | Happily Ever After                      | 22. Dez. 2017            | 22. Dez. 2017                                  | Rich Correll       | Maria Brown-Gallenberg & Jerry Collins |
| 43         | 17        | Fullers im Nebel                               | Fuller in a Fog                         | 22. Dez. 2017            | 22. Dez. 2017                                  | Rich Correll       | Eydie Faye & Kate Spurgeon             |
| 44         | 18        | Die Party                                      | Here Comes the Sun                      | 22. Dez. 2017            | 22. Dez. 2017                                  | Jeff Franklin      | Jeff Franklin                          |

## Staffel 4
| Nr. (ges.) | Nr. (St.) | Deutscher Titel                   | Originaltitel       | Erstveröffentlichung USA | Deutschsprachige Erstveröffentlichung (D/A/CH) | Regie                | Drehbuch                        |
| ---------- | --------- | --------------------------------- | ------------------- | ------------------------ | ---------------------------------------------- | -------------------- | ------------------------------- |
| 45         | 1         | Mein lieber Santa                 | Oh My Santa         | 14. Dez. 2018            | 14. Dez. 2018                                  | Rich Correll         | Bryan Behar & Steve Baldikoski  |
| 46         | 2         | Ein wichtiger Abend               | Big Night           | 14. Dez. 2018            | 14. Dez. 2018                                  | Rich Correll         | Amy Engelberg & Wendy Engelberg |
| 47         | 3         | Lebensinhalt                      | A Sense of Purpose  | 14. Dez. 2018            | 14. Dez. 2018                                  | Linda Mendoza        | Bob Keyes & Doug Keyes          |
| 48         | 4         | Versetzt                          | Ghosted             | 14. Dez. 2018            | 14. Dez. 2018                                  | Mark Cendrowski      | David A. Arnold                 |
| 49         | 5         | Kein Entkommen                    | No Escape           | 14. Dez. 2018            | 14. Dez. 2018                                  | Lynn McCracken       | Will Griffin                    |
| 50         | 6         | Mädelsabend für Engel             | Angels’ Night Out   | 14. Dez. 2018            | 14. Dez. 2018                                  | Jody Margolin Hahn   | Meg Deloatch                    |
| 51         | 7         | Klassensprecher                   | President Fuller    | 14. Dez. 2018            | 14. Dez. 2018                                  | Dave Coulier         | John D. Beck & Ron Hart         |
| 52         | 8         | Mister Jackson und sein Chauffeur | Driving Mr. Jackson | 14. Dez. 2018            | 14. Dez. 2018                                  | Rich Correll         | Amy Engelberg & Wendy Engelberg |
| 53         | 9         | Perfekte Söhne                    | Perfect Sons        | 14. Dez. 2018            | 14. Dez. 2018                                  | Candace Cameron Bure | Taylor Friedman                 |
| 54         | 10        | Goldjunge                         | Golden-Toe Fuller   | 14. Dez. 2018            | 14. Dez. 2018                                  | Rich Correll         | Bob Keyes & Doug Keyes          |
| 55         | 11        | Die Tür ist immer offen           | It’s Always Open    | 14. Dez. 2018            | 14. Dez. 2018                                  | Kimberly McCullough  | Nick Fascitelli                 |
| 56         | 12        | Der Abschlussball                 | The Prom            | 14. Dez. 2018            | 14. Dez. 2018                                  | Dave Coulier         | Maria Brown-Gallenberg          |
| 57         | 13        | Premiere                          | Opening Night       | 14. Dez. 2018            | 14. Dez. 2018                                  | Christian Jensen     | Bryan Behar & Steve Baldikoski  |

## Staffel 5
| Nr. (ges.) | Nr. (St.) | Deutscher Titel                                              | Originaltitel                        | Erstveröffentlichung USA | Deutschsprachige Erstveröffentlichung (D/A/CH) | Regie                | Drehbuch                                                                                 |
| ---------- | --------- | ------------------------------------------------------------ | ------------------------------------ | ------------------------ | ---------------------------------------------- | -------------------- | ---------------------------------------------------------------------------------------- |
| 58         | 1         | Willkommen zu Hause, Baby-das-seinen-Namen-erst-noch-bekommt | Welcome Home, Baby to be Named Later | 6. Dez. 2019             | 6. Dez. 2019                                   | Rich Correll         | Bryan Behar & Steve Baldikoski                                                           |
| 59         | 2         | Französisch Kochen für Pärchen                               | Hale’s Kitchen                       | 6. Dez. 2019             | 6. Dez. 2019                                   | Rich Correll         | Linda Videtti Figueiredo                                                                 |
| 60         | 3         | Familiengeschäft                                             | Family Business                      | 6. Dez. 2019             | 6. Dez. 2019                                   | Rich Correll         | Bob Keyes & Doug Keyes                                                                   |
| 61         | 4         | Mami-Ausgehabend                                             | Moms’ Night Out                      | 6. Dez. 2019             | 6. Dez. 2019                                   | Christian Jensen     | Amy Engelberg & Wendy Engelberg                                                          |
| 62         | 5         | Ready Player Fuller                                          | Ready Player Fuller                  | 6. Dez. 2019             | 6. Dez. 2019                                   | Dave Coulier         | Maria Brown-Gallenberg                                                                   |
| 63         | 6         | Der Vogel der Bürgermeisterin                                | The Mayor’s Bird                     | 6. Dez. 2019             | 6. Dez. 2019                                   | Rich Correll         | John D. Beck & Ron Hart                                                                  |
| 64         | 7         | D.J.s Amazing Race zum 40.                                   | D.J.’s Amazing 40th Birthday Race    | 6. Dez. 2019             | 6. Dez. 2019                                   | Mark Cendrowski      | David A. Arnold                                                                          |
| 65         | 8         | Fünf Dates mit Kimmy Gibbler                                 | Five Dates with Kimmy Gibbler        | 6. Dez. 2019             | 6. Dez. 2019                                   | Candace Cameron Bure | Will Griffin                                                                             |
| 66         | 9         | Ein bescheidener Antrag                                      | A Modest Proposal                    | 6. Dez. 2019             | 6. Dez. 2019                                   | Rich Correll         | Nick Fascitelli                                                                          |
| 67         | 10        | Wenn der Anzug passt                                         | If the Suit Fits                     | 2. Juni 2020             | 2. Juni 2020                                   | Rich Correll         | Bryan Behar & Steve Baldikoski                                                           |
| 68         | 11        | Drei Hochzeiten und ein Musical                              | Three Weddings and a Musical         | 2. Juni 2020             | 2. Juni 2020                                   | Lynn McCracken       | Taylor Friedman                                                                          |
| 69         | 12        | Eiskalt erwischt                                             | Cold Turkey                          | 2. Juni 2020             | 2. Juni 2020                                   | Dave Coulier         | Katie Gault                                                                              |
| 70         | 13        | Die College-Tour                                             | College Tours                        | 2. Juni 2020             | 2. Juni 2020                                   | Jody Margolin Hahn   | Andrea Barber                                                                            |
| 71         | 14        | Grundlagentraining                                           | Basic Training                       | 2. Juni 2020             | 2. Juni 2020                                   | Candace Cameron Bure | Schauspiel: Amy Engelberg & Wendy Engelberg Handlung: David A. Arnold                    |
| 72         | 15        | Sei du selbst                                                | Be Yourself, Free Yourself           | 2. Juni 2020             | 2. Juni 2020                                   | Rich Correll         | Schauspiel: Bob Keyes & Doug Keyes Handlung: Nick Fascitelli & Will Griffin              |
| 73         | 16        | Das Fast-verheiratet-Spiel                                   | The Nearlywed Game                   | 2. Juni 2020             | 2. Juni 2020                                   | Jodie Sweetin        | Schauspiel: Maria Brown-Gallenberg & Linda Videtti Figueiredo Handlung: Jeff Silverstein |
| 74         | 17        | Etwas Geborgtes                                              | Something Borrowed                   | 2. Juni 2020             | 2. Juni 2020                                   | Rich Correll         | Schauspiel: John D. Beck & Ron Hart Handlung: Beth Crudele                               |
| 75         | 18        | (Noch) eine allerletzte Folge                                | Our Very Last Show, Again            | 2. Juni 2020             | 2. Juni 2020                                   | Rich Correll         | Bryan Behar & Steve Baldikoski                                                           |